# Alfonso de Tous
Alfonso de Tous fue un miembro eclesiástico de la Diputación del General de Cataluña en el período 1396-1413 en substitución de Miguel de Sanjuán que debió ausentarse de Cataluña en 1396 para ir a una embajada ante el rey y no volvió a residir en el principado.
Inicia su carrera en la seo de Tortosa, donde fue rector de la iglesia de San Mateo. Estuvo al servicio del papa Benedicto XIII de Aviñón siendo su embajador ante Castilla. Ocupaba el cargo de rector de la iglesia de Santa María del Pino de Barcelona, cuando fue nombrado diputado a Cortes. Posteriormente, conseguía una canongia en la Catedral de Barcelona y fue auditor de la Pia Almoina. En 1408 el rey Martín el Humano le propone como nuevo obispo de Barcelona, pero el Papa nombró a Francisco de Blanes. Posteriormente, por presiones del mismo rey, accede al obispado de Elna (en la Cerdaña, cerca de Perpiñán). En 1410, es trasladado a la Sede de Vic donde, en 1417, dispone que todas las parroquias lleven un registro de bautismos. 
Durante el Cisma de Occidente, se pone al lado del papa Benedicto XIII hasta el Concilio de Constanza (1413), momento en el que Fernando de Antequera retirara su apoyo al papa de Aviñón. Alfonso de Tous intenta convencer Benedicto XIII de que renuncie, pero sin éxito.
De su actividad en el puesto de diputado eclesiástico de la Diputación del General cabe destacar que tuvo parte en las negociaciones para tratar la sucesión de Martín el Humano, de quien había sido consejero. Una vez coronado Fernando de Antequera, presidió las Cortes de Montblanc de 1414. Tanto en estas cortes como en las de Sant Cugat de 1419, intentará influir, con poco éxito, en el comportamiento del nuevo rey Trastámara para que siga la línea de actuación de sus antecesores.
El 3 de diciembre de 1400 Alfonso de Tous compró el Palacio de la Generalidad de Cataluña por 38.500 sueldos, dándole el carácter institucional de sede de la Generalidad y siendo el primer diputado eclesiástico en habitarlo.
| Predecesor: Miquel de Santjoan | Diputado eclesiástico de la Diputación del General de Cataluña 1396-1414 | Sucesor: Marc de Vilalba  |
| Predecesor: Francesc Eiximenis | Obispo de Elna 1409-1410                                                 | Sucesor: Jerónimo de Ocón |
| Predecesor: Diego de Heredia   | Obispo de Vic 1410-1423                                                  | Sucesor: Miguel de Navés  |